# Radó Antal
Radó Antal, születési nevén Roder Antal (Mór, 1862. június 29. – Budapest, 1944. november 22.) zsidó származású magyar író, költő, irodalomtörténész, egyben kora egyik legnagyobb műfordítója. Roder Adolf pedagógus fia.

## Élete
Móron született, ahol apja Roder Adolf tanító volt; innen Szombathelyre került és ott végezte elemi- és középiskolai tanulmányait; 1876-tól fogva már a szombathelyi és egyéb vidéki lapokban (Vasmegyei Közlöny, Vasmegyei Figyelő, Zala, Sopron stb.) versei jelentek meg. Korán kezdett idegen nyelveket tanulni, majd pedig irogatni az atyja által szerkesztett Honpolgár c. lapba, melynek 1879-ben társszerkesztője lett s melyben magyar költőket fordított németre.
1879-től a Budapesti egyetem bölcsészettudományi karán tanult, eleinte a klasszika filológiát, később modern filológiát, 1883-ban tanári és bölcsészdoktori diplomát szerzett. Ez idő alatt hírlapíró is volt; 1880 márciusában belépett a Függetlenség c. napilap szerkesztőségébe, melytől az év őszén megvált, hogy Rómába menjen olasz nyelvi és irodalmi tanulmányok végett. Ezúttal azonban csak pár hétig maradhatott ott, mialatt tárcákat írt a budapesti lapoknak. Visszatérvén, a Pester Journalnál kellett állást vállalnia, ahová egyebek mellett irodalmi és színházi dolgokat is írt.
1881-ben Roder családi nevét Radóra változtatta. Ekkor már Szász Károly a Kisfaludy Társaságban is bemutatta egy műfordítását (Tasso Megszabadított Jeruzsálemének néhány énekét), melynek alapján a társaság felszólította az egész eposz lefordítására; a Budapesti Szemlében is kezdte már közölni műfordításait, és ez évben készítette el a Kisfaludy Társaság műfordítás-pályázatára Byron Lara-ját, mellyel az 1882-es nagygyűlésen Győry Vilmos bírálói jelentése alapján el is nyerte a pályadíjat. Ugyanez évben kezdett dolgozni a budapesti Operaház számára, melynek számos dalműfordítást végzett. 1883 márciusában meghívták a Magyar Ujság c. képes napilap szerkesztőjének, amely állásában csak félévet töltött, hogy azután a Pesti Hírlap szerkesztőségébe lépjen be.
1883 őszén újra elment Rómába, ahol ezúttal már nyolc hónapot tölthetett. A közoktatásügyi miniszterium azonban nem küldvén el neki a kilátásba helyezett tanulmányi ösztöndíjat, itt is hírlapírással kellett kenyerét keresnie, sokat írva a Pesti Hírlapba, a Nemzetbe, a Fővárosi Lapokba, a Pester Lloydba, sőt három hónapig belmunkatársa volt a Torraca szerkesztésében megjelent Rassegna című olasz napilapnak is, a külföldi lapok szemléjét írva. 1884 májusában Torinóba ment néhány hétre, ahol Kossuth Lajos szívesen fogadta, onnan pedig Párizsba. Visszatérve, ez év őszén belépett a budapesti tanárképző-intézet gimnáziumába, ahol egy évet töltött mint ösztöndíjas gyakorló tanár. Ekkor tanári állás után nézett, de mivel a fővárosban ilyen nem kínálkozott neki, belépett az országgyűlési gyorsirodába, ahol 1899-től revizori rangban működött.
1885 őszén a Budapesti Hírlap munkatársa lett, 1886 őszén újra a Pesti Hírlaphoz ment. 1887 tavaszán megnősült és ez év nyarán szakított a napi zsurnaisztikával, melyhez azóta később csak egy esztendőre tért vissza, 1895-6-ban, amikor a Magyar Hírlap hívta meg dolgozótársának. Ez évben egyúttal a perzsa nyelv tanulására adta magát és Firdauszí Sahnáméját kezdte fordítani. 1891-től a Magyar Könyvtár könyvsorozat szerkesztője, 1901-től a Remekírók Képes könyvtárának szerkesztője, 1885 és 1922 között pedig a képviselőház gyorsirodájának munkatársa, majd vezetője volt. Szabadkőművesként a Könyves Kálmán majd a Reform páholy tagjaként dolgozott.
Radót főleg a műfordítás terén kifejtett munkásságáért a Kisfaludy Társaság 1895-ben rendes tagjának választotta; a velencei tudós-társaságnak (Istituto Veneto) 1889-től volt levelező-tagja, 1897-ben az olasz korona-rend lovagja lett. Egyik megalapítója volt az Otthon irodalmi és hirlapírói körnek, melynek három évig titkári, majd nyolc évig főtitkári tisztjét viselte. A budapesti olasz körnek (Circolo italiano) alapításától megszűntéig elnöke volt.
1926-tól a Magyar PEN Club igazgatóságának alelnökeként tevékenykedett. A vészkorszak idején nem volt hajlandó sárga csillagot viselni, a kilakoltatás elől 1944. november 22-én a halálba menekült.

## Munkássága
Több verskötete, néhány irodalomtörténeti, verstani és műfordításelméleti munkája jelent meg. Széles körű műfordítói munkásságot fejtett ki; többek között Firdauszí, Petrarca, Ariosto, Shakespeare, Pierre Corneille, Schiller, Giacomo Leopardi, Alfred de Musset műveiből fordított magyarra.

## Főbb művei
- A magyar műfordítás története 1772-1831 (Budapest, 1883)
- A kék harisnyás (Budapest, 1888)
- Az olasz irodalom története (I–II. Budapest, 1896)
- Vezércsillagok (Budapest, 1901)
- Rákóczi sírja és egyéb költemények (Budapest, 1903)
- Mesék az íróvilágból (Budapest, 1906)
- Dante (Budapest, 1907)
- A fordítás művészete (Budapest, 1909)
- A magyar rím (Budapest, 1909)
- Idegen szavak szótára (Budapest, 1910)

## Műfordításai
- Goldoni: Károly, a hazug (1882)
- Shakespeare: Velenczei kalmár (1903)
- Alfred de Musset: Miről álmodnak a lányok (1904)
- Rasi Luigi: A színész művészete (1904)
- Bracco Roberto: Hűtelen (1904)
- Checchi: Az alsó révnél (1905)